# Ferrari Mondial
Ferrari Mondial – sportowy samochód osobowy produkowany przez włoską firmę Ferrari w latach 1980–1993. Dostępny jako 2-drzwiowe coupé oraz 2-drzwiowy kabriolet. Następca modelu 208/308 GT4. Samochód napędzany był przez silnik V8 o pojemności 3,0, 3,2 lub 3,4 litra. Moc przenoszona była na oś tylną poprzez 5-biegową manualną skrzynię biegów.

## Dane techniczne ('86 Mondial 3.2)

### Silnik
- V8 3,2 l (3186 cm³), 4 zawory na cylinder, DOHC
- Układ zasilania: wtrysk
- Średnica × skok tłoka: 83,00 mm × 73,60 mm
- Stopień sprężania: 9,8:1
- Moc maksymalna: 274 KM (201,3 kW) przy 7000 obr./min
- Maksymalny moment obrotowy: 304 N•m przy 5500 obr./min

### Osiągi
- Przyspieszenie 0-100 km/h: 7,4 s
- Prędkość maksymalna: 250 km/h

## Dane techniczne ('90 Mondial t Cabriolet)

### Silnik
- V8 3,4 l (3405 cm³), 4 zawory na cylinder, DOHC
- Układ zasilania: wtrysk
- Średnica × skok tłoka: 85,00 mm × 75,00 mm
- Stopień sprężania: 10,4:1
- Moc maksymalna: 300 KM (220,4 kW) przy 7200 obr./min
- Maksymalny moment obrotowy: 323 N•m przy 4200 obr./min

### Osiągi
- Przyspieszenie 0-100 km/h: brak danych
- Prędkość maksymalna: 254 km/h

## Galeria

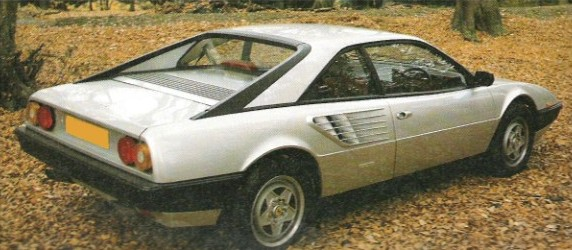
Mondial 8
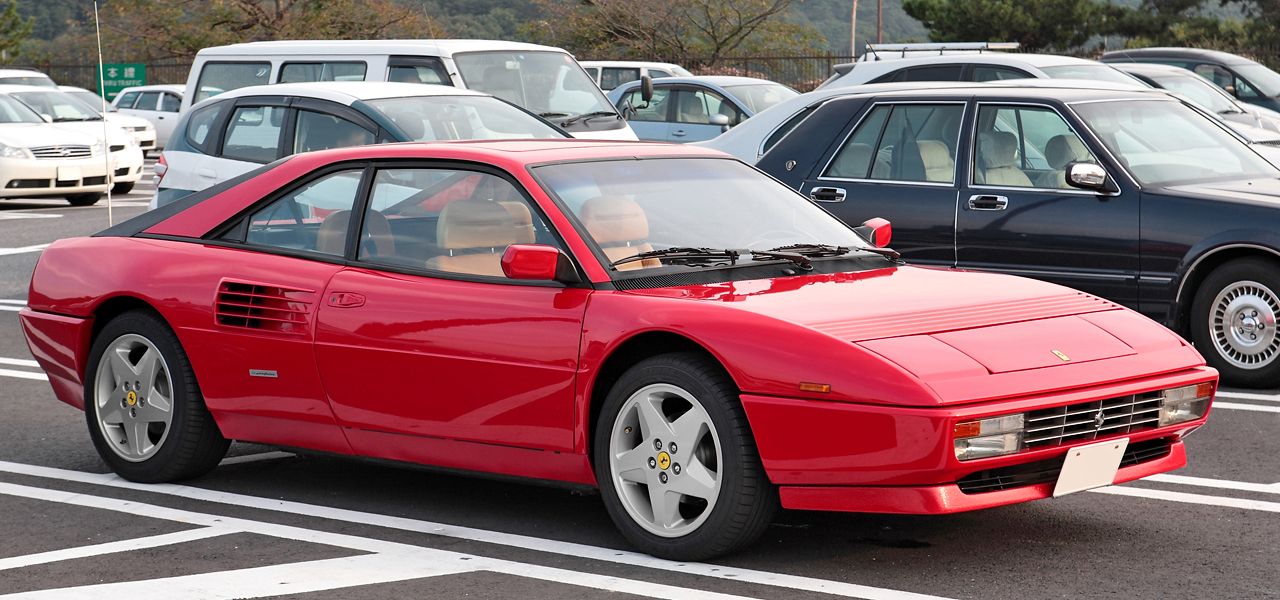
Mondial t Coupé
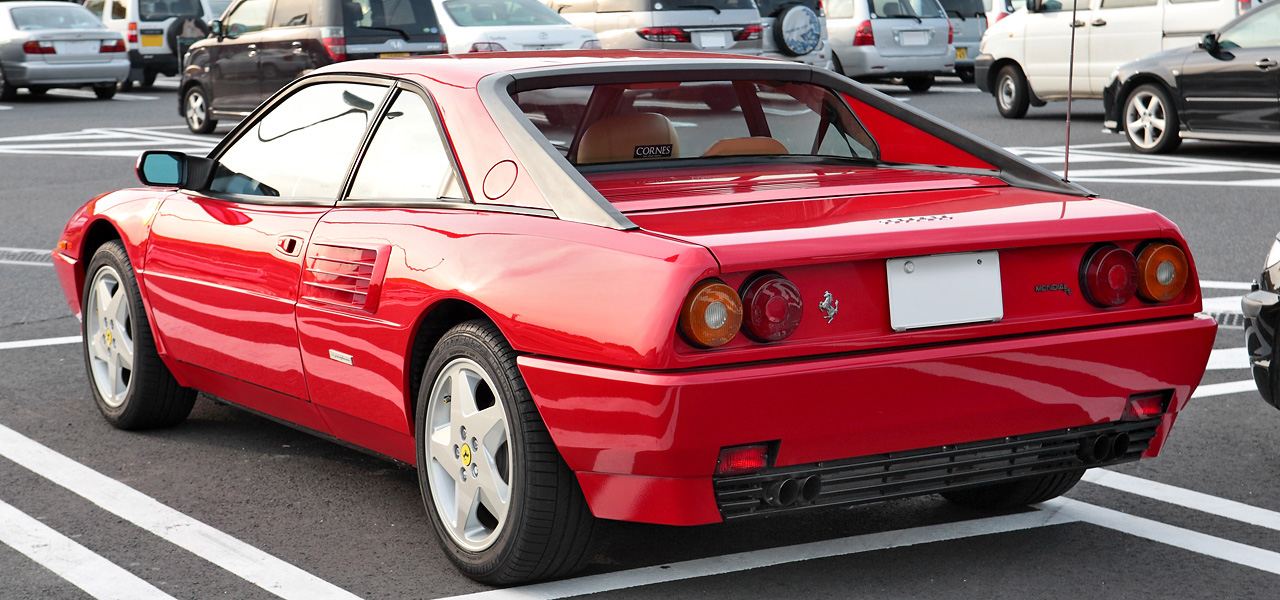
Mondial t Coupé
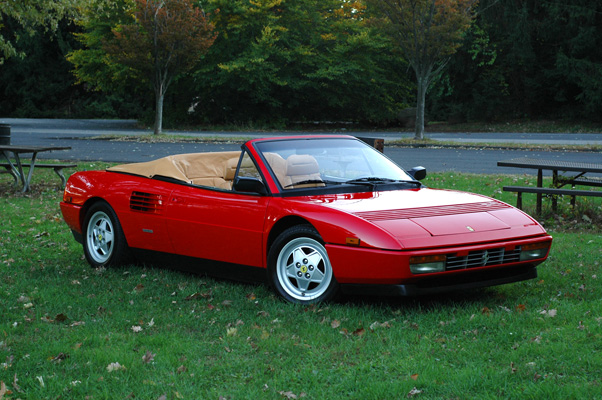
Mondial t Cabriolet